# A1 Team Schweiz
Das A1 Team Schweiz (engl. Stilisierung: A1Team.Switzerland) war das schweizerische Nationalteam in der A1GP-Serie. Es gewann in der Saison 2007/2008 den Titel und wurde 2005/2006 und 2008/2009 Vizeweltmeister.

## Geschichte

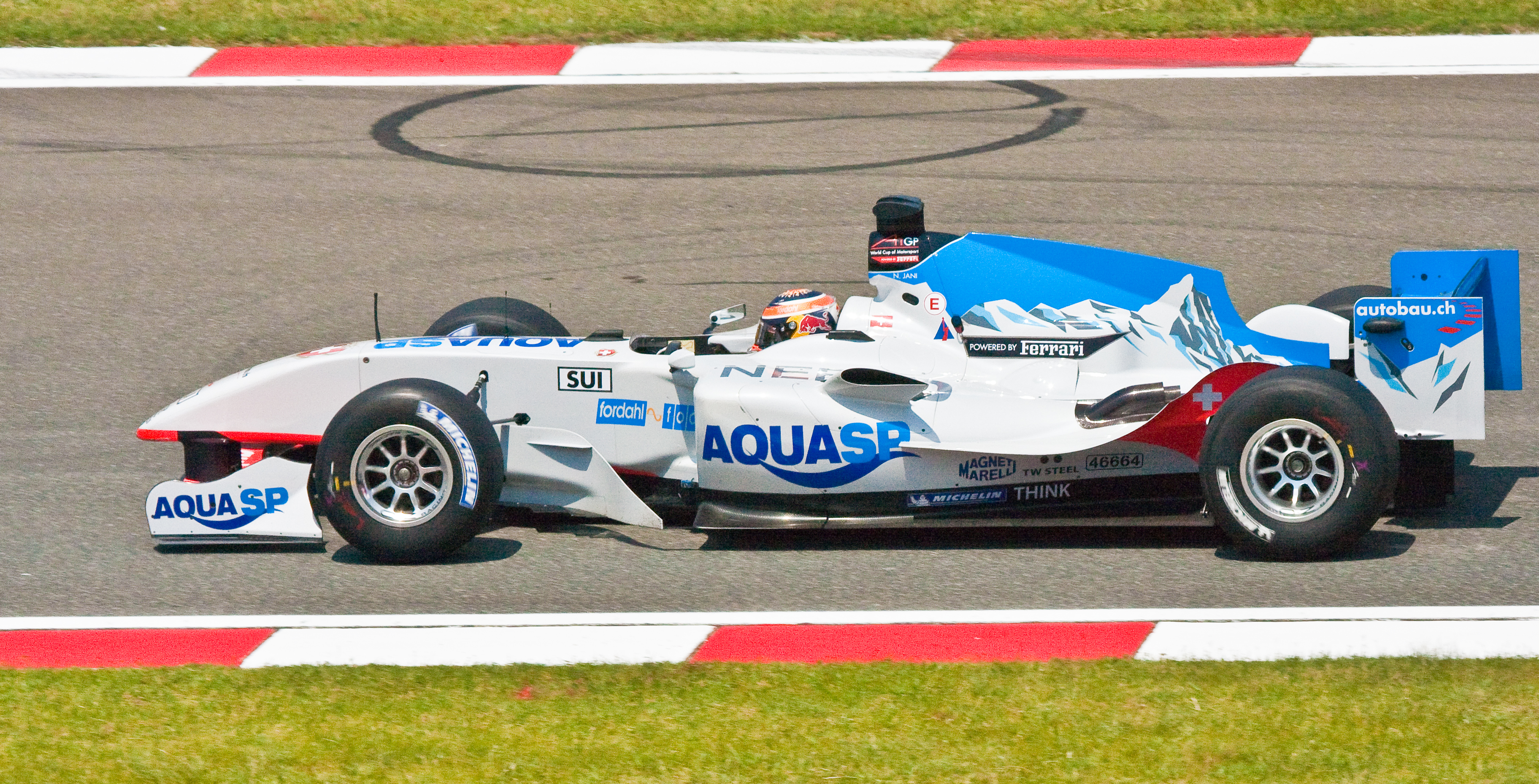
A1 Team Schweiz in Kyalami 2009

Das A1 Team Schweiz wurde von Max Welti gegründet; als Rennstall fungierte in der ersten Saison das französische Team DAMS, in der zweiten und dritten Saison Weltis eigenes Team Max Motorsport und in der Folge der Boer Services aus Frankreich.
In der ersten Saison zählten die Schweizer zu den Topteams. Nachdem das Team mit Platz neun im Sprintrennen in Brands Hatch mit Stammfahrer Neel Jani am Steuer seine ersten Punkte einfahren konnte, gelang ihm beim Rennwochenende auf dem EuroSpeedway Lausitz mit Platz zwei im Sprintrennen das erste Podest. Es folgten mit dem dritten Platz im Sprint- und dem zweiten Platz im Hauptrennen von Estoril sowie dem dritten Platz im Hauptrennen von Eastern Creek weitere Podiumsresultate. Beim Rennwochenende in Sepang stand das Team erstmals auf der Pole-Position, Jani musste sich aber in der letzten Runde des Sprintrennens dem französischen Team geschlagen geben. Das Hauptrennen wurde vom Team ebenfalls auf Platz zwei beendet. Nachdem es in Dubai erneut die Pole-Position innegehabt hatte, gelang Jani im Sprintrennen der erste Sieg; im Hauptrennen schied er aus. Durch weitere Podestplatzierungen, einem dritten Platz im Sprint- und einem zweiten Platz im Hauptrennen in Durban sowie einem zweiten Platz im Sprint- und einem dritten Platz im Hauptrennen in Monterrey, sicherte sich das Team schließlich die Vizemeisterschaft mit 121 Punkten.

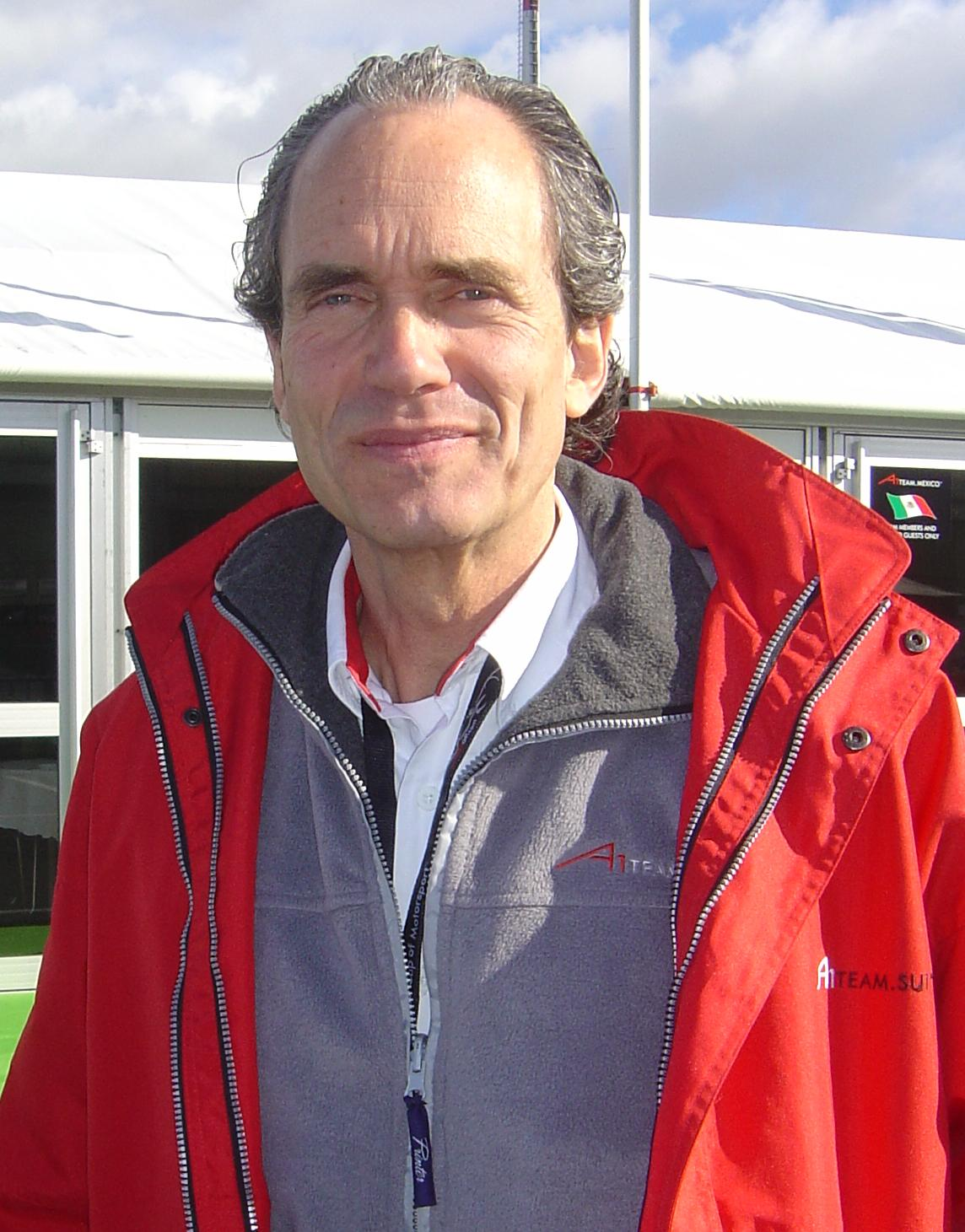
„Seatholder“ Max Welti (2007)

In der folgenden Saison rutschte das Team ins obere Mittelfeld ab. Den Saisonhöhepunkt stellte der Sieg im Sprintrennen in Sepang durch Jani dar. Insgesamt erzielte das Team elf Punkteresultate, darunter fünf vierte Plätze (zwei durch Jani, drei durch Sébastien Buemi). Es beendete die Saison auf dem achten Gesamtplatz mit 50 Punkten.
In der dritten Saison waren die Schweizer mit Neel Jani als Stammpilot das bestimmende Team. Nach zwei dritten Plätzen in den Hauptrennen in Zandvoort und Brünn sorgte es mit einem Doppelsieg in Sepang für das erste Glanzlicht. Weitere drei Podiumsresultate (zwei zweite, ein dritter Platz) folgten, ehe im Hauptrennen in Durban erneut ein Sieg gefeiert werden konnte. Nach einem dritten Platz im Sprintrennen in Mexiko-Stadt gelang im Sprintrennen in Shanghai der vierte Saisonsieg. Das Team ging mit einem beruhigenden Vorsprung in das letzte Rennwochenende in Brands Hatch und erzielte mit einem vierten Platz im Sprintrennen die Vorentscheidung im Meisterschaftskampf. Das Hauptrennen beendete es auf Platz drei. Insgesamt sechs Pole-Positions unterstreichen die Stärke des Teams, welches schließlich mit 168 Punkten Weltmeister wurde.
In der vierten Saison präsentierte sich das Team unverändert stark. Mit vier Siegen (erzielt im Sprintrennen in Sepang sowie den Hauptrennen in Taupo, Kyalami und Portimão) und weiteren drei Podiumsresultaten, alle erzielt durch Jani, musste es sich am Ende nur Irland geschlagen geben. 95 Punkte standen am Ende zu Buche, wobei vier weitere aufgrund der Streichresultate-Regelung nicht eingerechnet sind.
Das A1 Team Schweiz hat an allen 39 Rennwochenenden der A1GP-Serie teilgenommen.

## Fahrer
Das A1 Team Schweiz setzte an Rennwochenenden acht verschiedene Fahrer ein, von denen vier auch an den Rennen selbst teilnahmen. Außerdem kam beim offiziellen Test in Le Castellet 2005 Romain Grosjean zum Einsatz.
Der erfolgreichste Fahrer des Teams ist Neel Jani, der mit insgesamt 413 Punkten die meisten aller A1GP-Fahrer vorweisen kann und außerdem die Liste der meisten Einzelsiege mit zehn (je fünf in Sprint- und Hauptrennen) anführt. Zudem hält er mit 60 Rennen den Rekord für die meisten A1GP-Renneinsätze.

### Übersicht der Fahrer
| Fahrer                | RG | SR | HR | RS | 1. Pl.   | 2. Pl.  | 3. Pl.   | PP | SRR | Pkt. |
| --------------------- | -- | -- | -- | -- | -------- | ------- | -------- | -- | --- | ---- |
| Jani, Neel            | 60 | 30 | 30 | -  | 10 (5/5) | 9 (5/4) | 11 (5/6) | 10 | 7   | 413  |
| Buemi, Sébastien      | 12 | 6  | 6  | 3  | 0 (0/0)  | 0 (0/0) | 0 (0/0)  | 0  | 0   | 25   |
| Mondini, Giorgio      | 4  | 2  | 2  | -  | 0 (0/0)  | 0 (0/0) | 0 (0/0)  | 0  | 0   | 0    |
| Fässler, Marcel       | 2  | 1  | 1  | 7  | 0 (0/0)  | 0 (0/0) | 0 (0/0)  | 0  | 0   | 0    |
| Imperatori, Alexandre | -  | -  | -  | 9  | 0 (0/0)  | 0 (0/0) | 0 (0/0)  | 0  | 0   | 0    |
| Dillmann, Tom         | -  | -  | -  | 2  | 0 (0/0)  | 0 (0/0) | 0 (0/0)  | 0  | 0   | 0    |
| Frey, Rahel           | -  | -  | -  | 2  | 0 (0/0)  | 0 (0/0) | 0 (0/0)  | 0  | 0   | 0    |
| Gachnang, Natacha     | -  | -  | -  | 1  | 0 (0/0)  | 0 (0/0) | 0 (0/0)  | 0  | 0   | 0    |

Legende: RG = Rennen gesamt; SR = Sprintrennen; HR = Hauptrennen; RS = Rookie-Sessions; PP = Pole-Position; SRR = schnellste Rennrunde

## Ehrungen
Nach dem Gewinn des Titels in der A1GP-Saison 2007/2008, im Dezember 2008, bekam das A1 Team Schweiz den Auto Sport Award für besondere Verdienste um den Schweizer Motorsport verliehen. Vorherige Preisträger waren unter anderem Motorsportgrößen wie Jo Siffert, Clay Regazzoni und Peter Sauber.

## Ergebnisse
| Saison | 1         | 1         | 2          | 2          | 3       | 3       | 4          | 4          | 5       | 5       | 6          | 6          | 7          | 7          | 8         | 8         | 9         | 9         | 10        | 10        | 11        | 11        | Rang | Punkte  |
| ------ | --------- | --------- | ---------- | ---------- | ------- | ------- | ---------- | ---------- | ------- | ------- | ---------- | ---------- | ---------- | ---------- | --------- | --------- | --------- | --------- | --------- | --------- | --------- | --------- | ---- | ------- |
| 05/06  | Brands H. | Brands H. | EuroSpeed. | EuroSpeed. | Estoril | Estoril | Eastern C. | Eastern C. | Sepang  | Sepang  | Dubai      | Dubai      | Durban     | Durban     | Sentul    | Sentul    | Monterrey | Monterrey | Laguna S. | Laguna S. | Shanghai  | Shanghai  | 2.   | 121     |
| 05/06  | 9 JAN     | 21 JAN    | 2 JAN      | 5 JAN      | 3 JAN   | 2 JAN   | 6 JAN      | 3 JAN      | 2 JAN   | 2 JAN   | 1 JAN      | 17 JAN     | 3 JAN      | 2 JAN      | 5 JAN     | 5 JAN     | 2 JAN     | 3 JAN     | 16 MON    | 13 MON    | 22 MON    | 20 MON    | 2.   | 121     |
| 06/07  | Zandvoort | Zandvoort | Brno       | Brno       | Peking  | Peking  | Sepang     | Sepang     | Sentul  | Sentul  | Taupo      | Taupo      | Eastern C. | Eastern C. | Durban    | Durban    | Mexiko-S. | Mexiko-S. | Shanghai  | Shanghai  | Brands H. | Brands H. | 8.   | 50      |
| 06/07  | 10 BUE    | 8 BUE     | 8 BUE      | 10 BUE     | 9 JAN   | 19 JAN  | 1 JAN      | 4 JAN      | 10 JAN  | 8 JAN   | 5 BUE      | 4 BUE      | 4 BUE      | 7 BUE      | 5 JAN     | 4 JAN     | 10 FÄS    | 14 FÄS    | 4 BUE     | 9 BUE     | 20 BUE    | DSQ BUE   | 8.   | 50      |
| 07/08  | Zandvoort | Zandvoort | Brno       | Brno       | Sepang  | Sepang  | Zhuhai     | Zhuhai     | Taupo   | Taupo   | Eastern C. | Eastern C. | Durban     | Durban     | Mexiko-S. | Mexiko-S. | Shanghai  | Shanghai  | Brands H. | Brands H. | ---       | ---       | 1.   | 168     |
| 07/08  | 5 JAN     | 3 JAN     | 8 JAN      | 3 JAN      | 1 JAN   | 1 JAN   | 2 JAN      | 6 JAN      | 22 JAN  | 13 JAN  | 10 JAN     | 2 JAN      | 3 JAN      | 1 JAN      | 3 JAN     | 19 JAN    | 1 JAN     | 5 JAN     | 4 JAN     | 3 JAN     |           |           | 1.   | 168     |
| 08/09  | Zandvoort | Zandvoort | Chengdu    | Chengdu    | Sepang  | Sepang  | Taupo      | Taupo      | Kyalami | Kyalami | Algarve    | Algarve    | Brands H.  | Brands H.  | ---       | ---       | ---       | ---       | ---       | ---       | ---       | ---       | 2.   | 95 (99) |
| 08/09  | 5 JAN     | 17 JAN    | 4 JAN      | 4 JAN      | 1 JAN   | 19 JAN  | 2 JAN      | 1 JAN      | 3 JAN   | 1 JAN   | 15 JAN     | 1 JAN      | 8 JAN      | 3 JAN      |           |           |           |           |           |           |           |           | 2.   | 95 (99) |

| Legende  | Legende            | Legende                                                          |
| Farbe    | Abkürzung          | Bedeutung                                                        |
| -------- | ------------------ | ---------------------------------------------------------------- |
| Gold     | –                  | Sieg                                                             |
| Silber   | –                  | 2. Platz                                                         |
| Bronze   | –                  | 3. Platz                                                         |
| Grün     | –                  | Platzierung in den Punkten                                       |
| Blau     | –                  | Klassifiziert außerhalb der Punkteränge                          |
| Violett  | DNF                | Rennen nicht beendet (did not finish)                            |
| Violett  | NC                 | nicht klassifiziert (not classified)                             |
| Rot      | DNQ                | nicht qualifiziert (did not qualify)                             |
| Rot      | DNPQ               | in Vorqualifikation gescheitert (did not pre-qualify)            |
| Schwarz  | DSQ                | disqualifiziert (disqualified)                                   |
| Weiß     | DNS                | nicht am Start (did not start)                                   |
| Weiß     | WD                 | zurückgezogen (withdrawn)                                        |
| Hellblau | PO                 | nur am Training teilgenommen (practiced only)                    |
| Hellblau | TD                 | Freitags-Testfahrer (test driver)                                |
| ohne     | DNP                | nicht am Training teilgenommen (did not practice)                |
| ohne     | INJ                | verletzt oder krank (injured)                                    |
| ohne     | EX                 | ausgeschlossen (excluded)                                        |
| ohne     | DNA                | nicht erschienen (did not arrive)                                |
| ohne     | C                  | Rennen abgesagt (cancelled)                                      |
| ohne     | keine WM-Teilnahme |                                                                  |
| sonstige | P/fett             | Pole-Position                                                    |
| sonstige | 1/2/3/4/5/6/7/8    | Punktplatzierung im Sprint-/Qualifikationsrennen                 |
| sonstige | SR/kursiv          | Schnellste Rennrunde                                             |
| sonstige | *                  | nicht im Ziel, aufgrund der zurückgelegten Distanz aber gewertet |
| sonstige | ()                 | Streichresultate                                                 |
| sonstige | unterstrichen      | Führender in der Gesamtwertung                                   |